# 2741 Valdivia
Valdivia (asteróide 2741) é um asteróide da cintura principal, a 2,1252656 UA. Possui uma excentricidade de 0,1846951 e um período orbital de 1 537,21 dias (4,21 anos).
Valdivia tem uma velocidade orbital média de 18,44786711 km/s e uma inclinação de 10,27716º.
Este asteróide foi descoberto em 1 de Dezembro de 1975 por Carlos Torres.